# 民族建構
民族建構（英語：Nation-building），又譯國族建構，是指透過國家力量構建國民的國家認同（民族認同）。 因此，它比Paul James所說的「國家形成」，即國家形成的廣泛過程，更為狹隘。民族建構旨在實現國家內部人民的統一，從長遠來看，保持政治上穩定和可行。哈里斯·米洛纳斯認為「現代民族國家的合法權威與大眾民主統治有關。國家建立是透過這些大眾去構建的成果。」